# Albert Mooren

Albert Mooren

Albert Clemens Maria Hubert Mooren (* 26. Juli 1828 in Oedt; † 31. Dezember 1899 in Düsseldorf) war Augenarzt, Geheimer Medizinalrat, Professor und Direktor der städtischen Augenklinik Düsseldorf.

## Schule und Ausbildung
Nach dem Besuch des Gymnasiums Thomaeum in Kempen und des Marzellengymnasiums in Köln legte Albert Mooren 1850 die Reifeprüfung ab. Nach anfänglichen Studien an der Rheinischen Friedrich-Wilhelms-Universität in Bonn wechselte er nach fünf Semestern 1853 nach Berlin und führte dort sein Studium fort. 1853 war er Gründungsmitglied des Katholischen Lesevereins, jetzt KStV Askania-Burgundia Berlin, in Berlin, der Gründungskorporation des KV. Mooren promovierte 1854 und beschäftigte sich auf Anregung seines Lehrmeisters Albrecht von Graefe mit dem Studium der Augenheilkunde (Ophthalmologie). Er verfasste seine Doktorarbeit über das Doppelsehen. Erste praktische Erfahrungen sammelte er in der Augenklinik Graefes, wo er unter dessen Assistenz am 17. Juni 1854 seine erste große Operation durchführte. Anfang 1855 erhielt er seine Approbation als praktischer Arzt, Wundarzt und Geburtshelfer.

## Wirken als Arzt

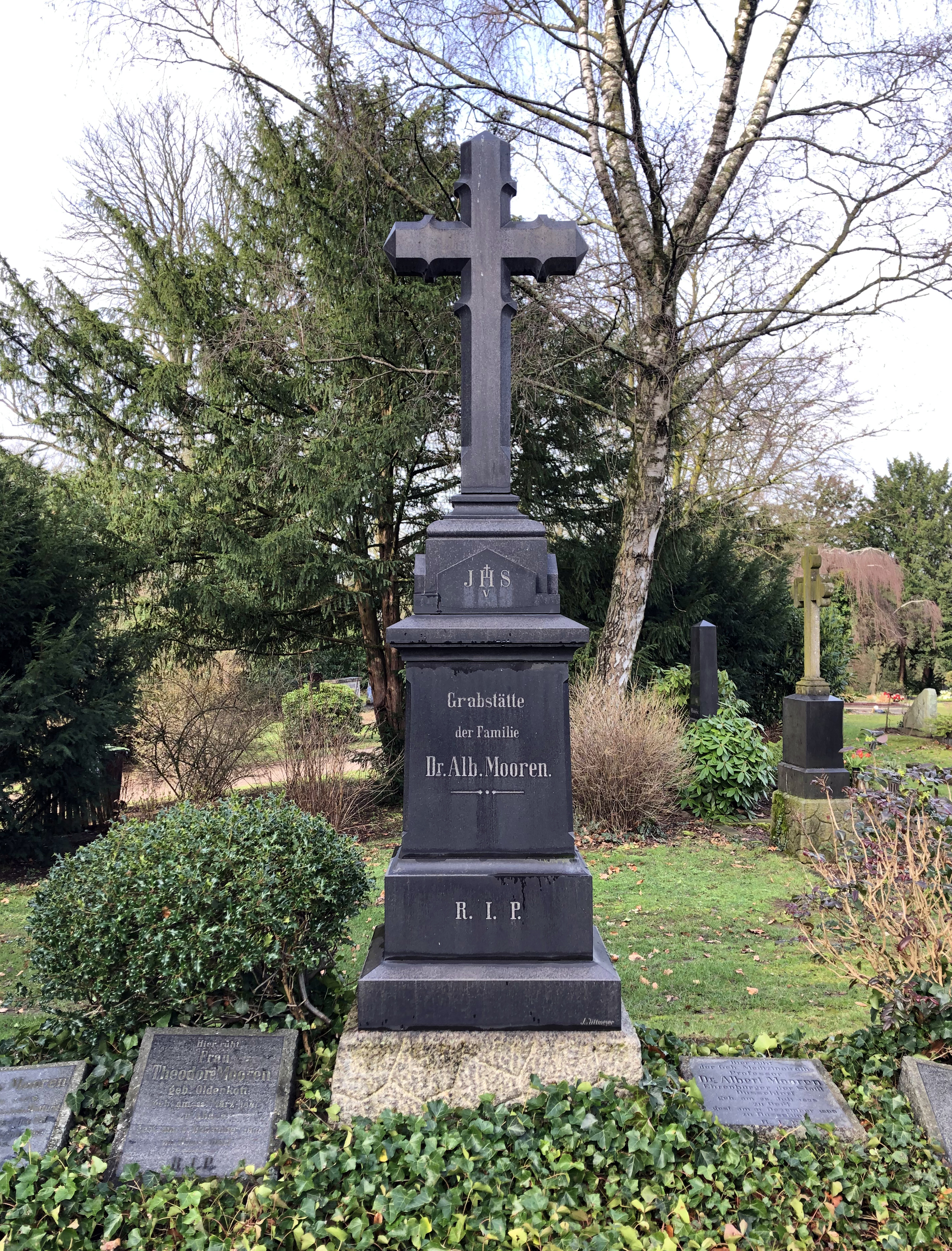
Grabstätte der Familie Dr. Albert Mooren, Nordfriedhof Düsseldorf

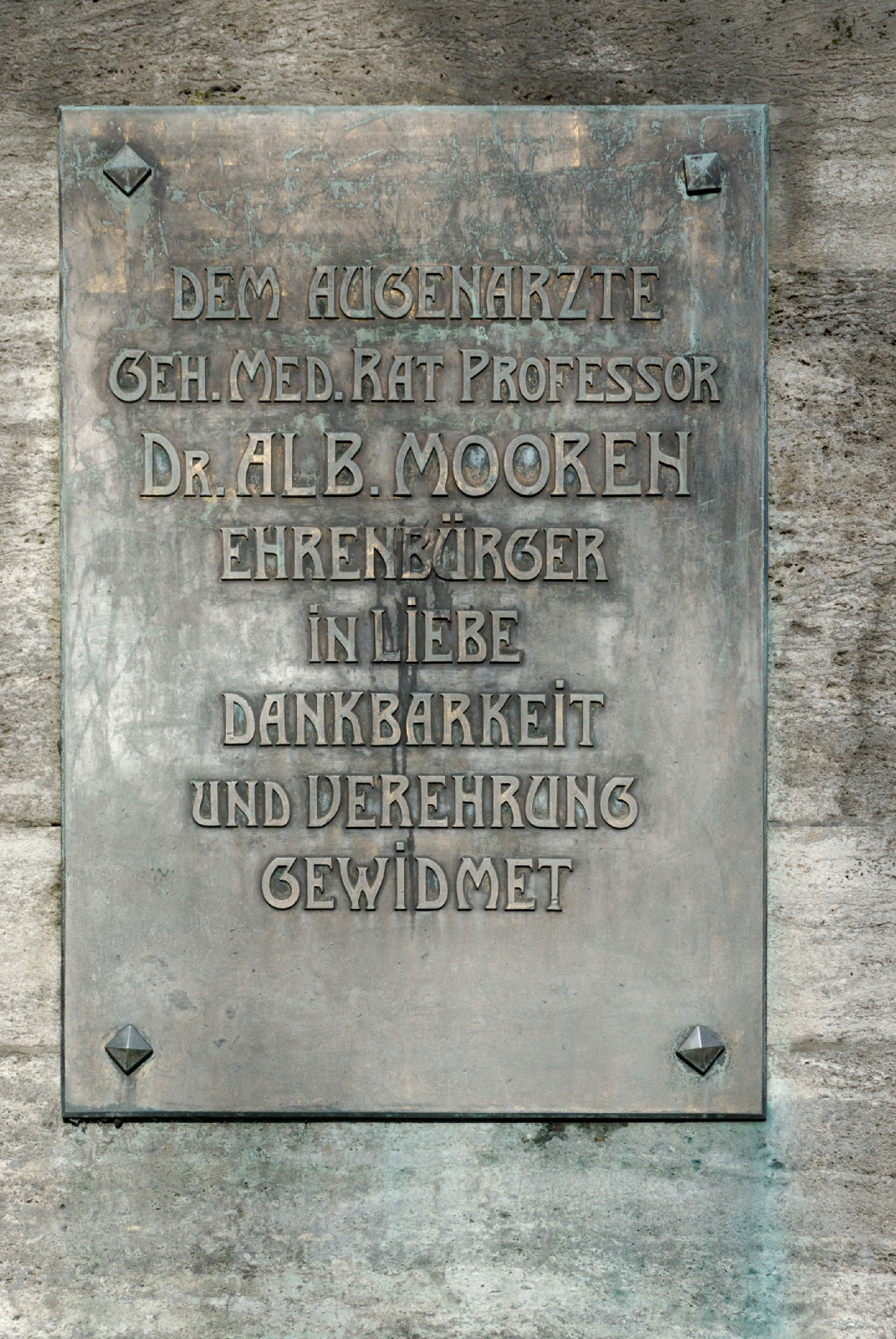
Gedenktafel am Albert-Mooren-Brunnen in Düsseldorf

Nach seiner Approbation war Mooren zunächst als Assistent von Graefes in Berlin tätig. Vom 1. Oktober 1855 bis zum 30. September 1856 leistete er seinen einjährigen Militärdienst ab. Danach eröffnete er am 15. Oktober 1856 im elterlichen Haus in Oedt eine Praxis. Schon bald machte er sich einen Namen durch besonders geschickt ausgeführte Augenoperationen. Er setzte sich für die Anwendung der präparatorischen Iridektomie bei der Staroperation ein. Seine Patienten kamen nicht nur aus dem Rheinland, sondern auch aus den Nachbarländern Holland, Belgien und Frankreich strömten die Augenkranken zu ihm. Nach eigenen Angaben hatte Albert Mooren jährlich über 2000 Patienten. 1897 blickte Albert Mooren im Vorwort zu einem seiner Bücher auf die vierzigjährige Laufbahn als Augenarzt zurück und schrieb, dass er 143.204 verschiedene Patienten behandelt und 23.337 größere Operationen durchgeführt habe.
Bald schon konnte Albert Mooren wegen der guten Einnahmen aus der Behandlung von wohlhabenden Patienten auch Arme und Einwohner von Oedt kostenlos behandeln. Er übernahm damit auch die Funktion eines Armenarztes, obwohl er dies eigentlich nicht brauchte.
1862 wurde in Düsseldorf die erste Augenklinik in der Ratinger Straße 11 und 13 neben dem ehemaligen Palais Spinrath Nr. 15 eröffnet. Mooren konnte als Leiter dieser Klinik gewonnen werden und zog von Oedt nach Düsseldorf, wo er am 22. April 1862 die neue Stelle annahm. Parallel hierzu war er von 1868 bis 1878 als konsultierender Augenarzt und Operateur des Institut Ophtalmologique in Lüttich tätig. Er führte jährlich zwischen 600 und 800 größere Operationen durch. 1865 bildete die Düsseldorfer Augenklinik unter der Leitung Moorens das fünftgrößte europäische Augenzentrum nach London, Moskau, Birmingham und Paris. Die von Mooren geführte Augenklinik gilt als Wegbereiter für die Eröffnung der Medizinischen Akademie im Jahre 1907, die später zur Gründung der Düsseldorfer Universitätsmedizin führte. Im Jahre 1880 wurde der Hunderttausendste von Mooren betreute Patient mit einem Fackelzug der Bürger gefeiert. Am 14. Oktober 1883 trat Mooren als Leiter der Düsseldorfer Augenklinik aus gesundheitlichen Gründen zurück.
Er praktizierte noch bis Sommer 1888 in der augenärztlichen Abteilung des Kreuzschwestern-Klosters im Theresienhospital Altestadt, bis er wegen der Folgen einer Malariaerkrankung, die er sich auf einer Vortragsreise in die Vereinigten Staaten zugezogen hatte, nur noch privat in seinem Haus auf der Kaiserstraße 46 behandelte. 1895 wurde Mooren zum Professor ernannt, nachdem er vorher schon den Ehrentitel als Geheimer Medizinalrat erhalten hatte. Bei den Feierlichkeiten zu seinem 70. Geburtstag wurde er zum Ehrenbürger der Stadt Düsseldorf ernannt.
In den letzten Tagen des Jahres 1899 erlitt Albert Mooren einen Schlaganfall und starb am Morgen des 31. Dezember 1899. Er wurde am 3. Januar 1900 in einem Ehrengrab auf dem Düsseldorfer Nordfriedhof  beigesetzt.
In einem Nachruf schreibt der „General-Anzeiger für Düsseldorf und Umland“ am 3. Januar 1900 über Albert Mooren:

„Unsere Stadt hat in ihm einen der berühmtesten Bürger verloren, die Wissenschaft, speciell die Augenheilkunde, einen ihrer hervorragendsten Jünger. Herr Geheimrath Mooren hatte als Augenarzt europäischen Ruf, den er sowohl seiner practischen Erfahrung, wie seiner litterarischen Thätigkeit in seinem Sondergebiete verdankte. Er stammte aus Oedt, besuchte das Gymnasium in Köln und die Universitäten Bonn und Berlin, wo er einer der besten Schüler des berühmten Augenarztes Graefe war. Nach beendetem Studium ließ er sich in seinem Geburtsorte nieder, siedelte aber nach einigen Jahren nach Düsseldorf über. Hier wurde er 1862 an die Spitze der städtischen Augenheilanstalt berufen. Besonders zahlreich kamen Mooren solche Erkrankungen zu, die chirurgische Eingriffe erforderten. Auf die vielfältige Beschäftigung Moorens mit unfallverletzten Augenkranken aus dem Arbeiterstande ist sein Buch über die Sehstörungen und Entschädigungsansprüche der Arbeiter zurückzuführen. Von Interesse ist darin die Einführung, in der Mooren die Wandlungen schildert, welche während der letzten drei Jahrzehnte in dem Verhältnisse zwischen Arbeitgebern und Arbeitnehmern in dem rheinischen Industriebezirke vor sich gegangen sind. Neben seinem Ruf als Augenarzt steht aber gleich groß sein Ruhm als Mensch; er war ein edler, lauterer Charakter und besaß ein warmes Herz für die Armen und Elenden. Unzähligen ist er ein Wohltäter gewesen.“

Albert Mooren ist vielfältig als großzügiger Förderer von Kunst, Wissenschaft und Kirche hervorgetreten. So stiftete er dem Bischöflichen Stuhl in Münster den 30 ha großen Beginenhof in Kamp (heute Kamp-LIntfort) zur Gründung einer Pfarrei. Er zählt zu den Gründungsmitgliedern des Vereins der Düsseldorfer Ärzte und der von dem Verein errichteten Unterstützungskasse für notleidende Ärzte. Drei eigene „Mooren’sche Stiftungen“ errichtete er u. a. zu Gunsten des Vereins der Düsseldorfer Künstler sowie „für die Erziehung armer blinder Kinder“. Die „Dienstagsgesellschaften“ in seinem Hause waren ein beliebter Künstlertreff und wesentlicher Bestandteil des Düsseldorfer Gesellschaftslebens. Seine Bibliothek stiftete Mooren dem Düsseldorfer Ärzteverein, dessen Bibliotheksbestand später von der Universitäts- und Landesbibliothek Düsseldorf übernommen wurde. Zu Ehren des Augenarztes verleiht die Universitäts-Augenklinik in Düsseldorf seit 2008 die Meibom-Mooren-Medaille für herausragende Leistungen bei Diagnostik und Therapie von Erkrankungen der Augenoberfläche.

## Familie
Albert Mooren heiratete in Ahaus Carolina Maria Theodora Oldenkott (* 1841). Aus der Ehe gingen zehn Kinder hervor. Die Tochter Hedwig (* 1871) vermählte sich 1891 mit Theodor von Guérard, dem späteren Reichsminister. Die Tochter Leonie war Ehefrau des späteren Kölner Generalstaatsanwaltes Otto Rust. Albert Moorens Bruder war der Reichstagsabgeordnete Theodor Mooren. Ur-Ur Enkel Thomas Dietlein wurde ebenfalls Professor für Augenheilkunde und leitete 2010 kurzzeitig auch kommissarisch die Universitätsklinik Düsseldorf.

## Ehrungen (Auswahl)
- 1871: Ehrenkreuz III. Klasse des Fürstlichen Hausordens von Hohenzollern,
- 1871: Ritterkreuz des Belgischen Ordens Leopolds II.[19]
- 1875: Affilierung zum Redemptoristen-Orden
- 1895 Verleihung des Professorentitels[20]
- 1898: Ehrenvorsitzender des Vereins der Ärzte Düsseldorfs
- 1898: Ehrenbürgerwürde der Stadt Düsseldorf[21]
- 1898: Roter Adlerorden III. Klasse mit Schleife

## Nach Albert Mooren benannte Krankheitsbilder
- Ulcus roden Mooren[22]: Degenerative Verdünnung der peripheren Hornhaut (sog. Randfurchenkeratitis)[23]

## Nach Albert Mooren benannte Örtlichkeiten
- Moorenstraße in Düsseldorf, Benennung im Jahre 1908.
- Moorenstraße in Essen
- Denkmal auf dem Moorenplatz in Düsseldorf, Enthüllung am 22. Oktober 1910.[24]
- Albert-Mooren-Brunnen in Düsseldorf, geschaffen 1910 vom Bildhauer Joseph Hammerschmidt. Der Brunnen trägt eine Bronzetafel mit dem Porträt Albert Moorens.[25]
- Die Albert-Mooren-Allee und die Albert-Mooren-Halle[26] (1975) im Geburtsort Oedt.

## Schriften (Auswahl)
- Ueber Retinitis pigmentosa. Düsseldorf 1858.
- Die gehinderte Tränenleitung. 1858.
- Die verminderten Gefahren einer Hornhautvereiterung bei der Staarextraction. Berlin 1862.
- Die Behandlung der Bindehauterkrankungen. Düsseldorf 1865.
- Ophthalmiatrische Beobachtungen. Hirschwald, Berlin 1867.
- Ueber sympathische Gesichtsstörungen. Düsseldorf 1869.
- Ophthalmologische Mittheilungen aus dem Jahre 1873. Hirschwald, Berlin 1873.
- Gesichtsstörungen und Uterinleiden. 1881.
- Zur Pathogenese der sympathischen Gesichtsstörungen. 1881.
- Fünf Lustren ophthalmologischer Thätigkeit. Bergmann, Wiesbaden 1882.
- Hauteinflüsse und Gesichtsstörungen. 1884.
- Einige Bemerkungen über Glaucomentwicklung. 1884.
- Die Sehstörungen und Entschädigungsansprüche der Arbeiter. 1891.
- Die Indicationen der Cataractdiscission. 1893.
- Die operative Behandlung der natürlich und künstlich gereiften Staarformen. 1894.
- Die medicinische und operative Behandlung kurzsichtiger Störungen. Bergmann, Wiesbaden 1897.